# Koryfí (ort i Grekland, Mellersta Makedonien, Nomós Imathías)
Koryfí är en ort i Grekland.   Den ligger i prefekturen Nomós Imathías och regionen Mellersta Makedonien, i den norra delen av landet, 300 km norr om huvudstaden Aten. Koryfí ligger 6 meter över havet och antalet invånare är 1 552.
Terrängen runt Koryfí är huvudsakligen platt, men söderut är den kuperad. Runt Koryfí är det ganska tätbefolkat, med 56 invånare per kvadratkilometer. Närmaste större samhälle är Alexándreia, 5,9 km nordväst om Koryfí. Trakten runt Koryfí består till största delen av jordbruksmark.